# Iglesia del Espíritu Santo (Siracusa)

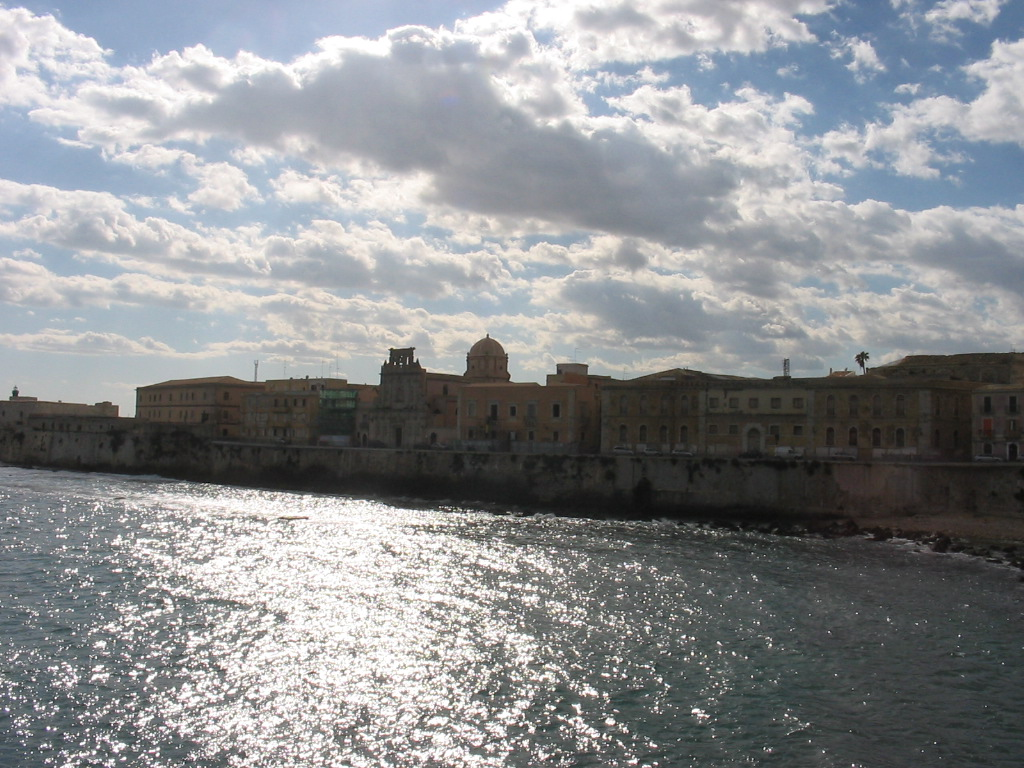
La iglesia con la cúpula vista desde el paseo marítimo de Ortigia.

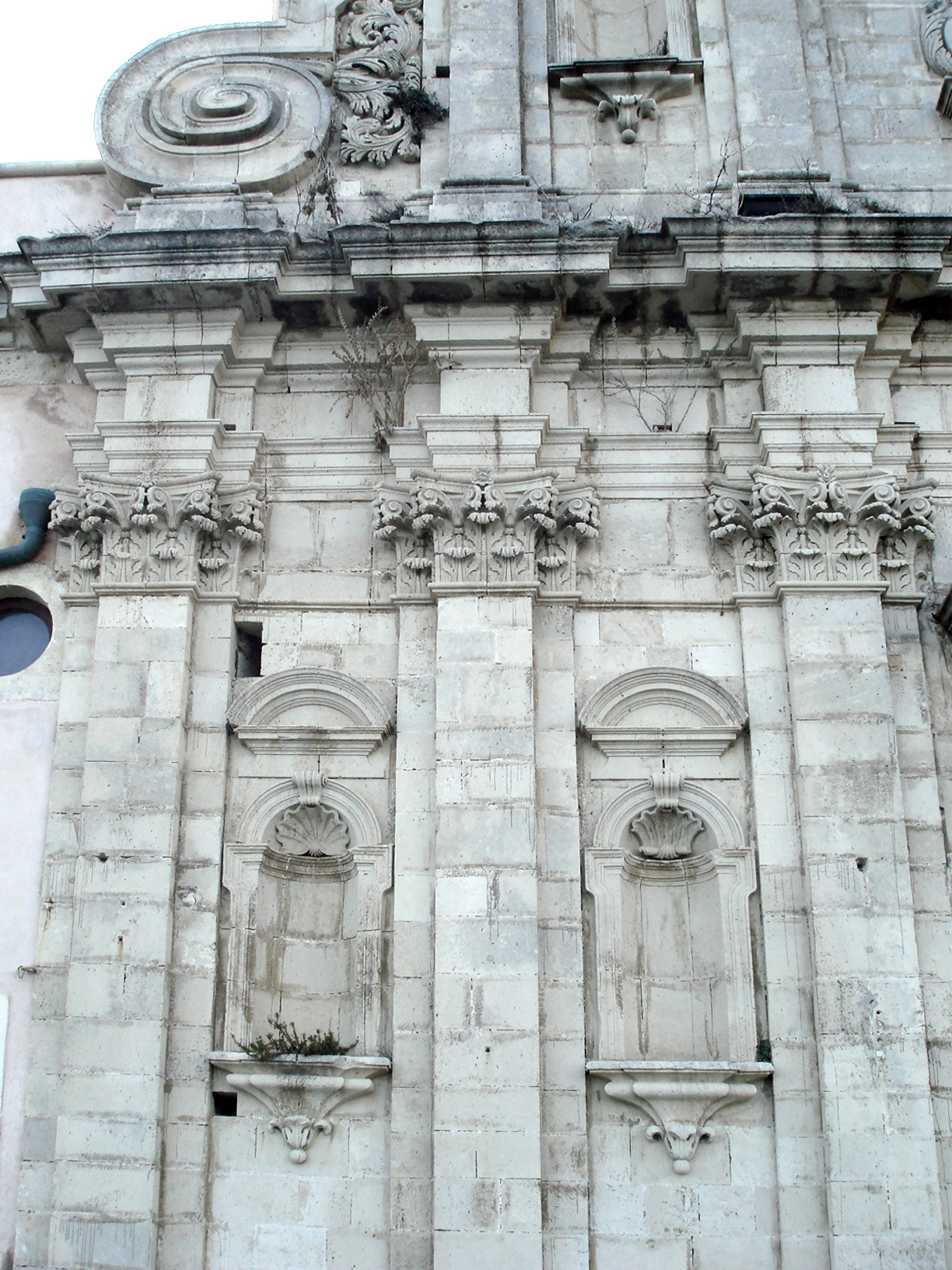
Detalle de la fachada, iglesia del Espíritu Santo

La iglesia del Espíritu Santo  está situada en el paseo marítimo de Ortigia, en Siracusa.

## Historia
La iglesia fue construida durante la dominación española de Sicilia, construida por el arquitecto Pompeo Picherali, en 1727, es una de las cuatro basílicas encargadas por el obispo Germano en el siglo IV. Esta afirmación se puede atribuir a las palabras de Giuseppe Capodieci, prior de la Iglesia en la época posterior al terremoto de 1693 y probablemente retomadas por Serafino Privitera. De hecho en el siglo IV el valor teológico del Espíritu Santo aún no se había establecido y habría sido técnicamente imposible crear una fábrica para este propósito. Hay más certeza que la primera construcción sobre la iglesia del Espíritu Santo en el siglo XIV, que fue destruida por los terremotos de 1542 y 1693.  Existe además la certeza de que las primeras iglesias en Ortigia, tras el Edicto de Constantino y la abolición del paganismo por Teodosio I el Grande fueron San Pietro, San Paolo, San Giovanni Battista, San Pietro ad Bajas a Tremilia y San Seal en la campiña priolesa. Fue significativamente renovado en el siglo XVII.
En su interior se encuentran frescos del pintor Ermenegildo Martorana, que representan las Virtudes, y de Antonio Madona.

## Descripción
La fachada de la iglesia tiene tres órdenes conectados por volutas y puntuados por pilastras, rematados por una ventana de tres luces y divididos por una imponente cornisa de línea discontinua muy plástica. Toda la fachada, realizada en piedra caliza de color blanco brillante, una roca típica de Siracusa, es un juego continuo de planos y formas definidas en cada nodo estructural con decoraciones suaves e imaginativas. Los capiteles son de estilo corintio.
La iglesia conserva la única cúpula exterior de Siracusa, también en estilo barroco.
Desde lo alto del campanario se puede admirar la vista al mar, que se encuentra a pocos metros de la iglesia. Gracias a su altura y posición también se pueden observar los tejados de las iglesias adyacentes y las campanas que conserva.

## Obras documentadas
- Santísima Trinidad representada con Santiago y San Esteban, óleo sobre tabla de estilo bizantino.
- San Marziano, óleo sobre tabla.[3]
- Siglo XVIII, María Addolorata, óleo sobre lienzo, obra de Sofio Ferreri.[3]
- Siglo XVIII, Papa Gregorio, óleo sobre lienzo, obra de Antonino Dominicis.[3]

## Eventos culturales
En diciembre de 2012 acogió un concierto internacional de ópera para conmemorar el quinto aniversario del fallecimiento de Monseñor Sebastiano Gozzo. La iniciativa, con fines benéficos, tuvo un impacto positivo para muchos siracusanos que participaron